# Bees Airline
Bees Airline est une compagnie aérienne ukrainienne charter et low-cost, qui a commencé ses opérations en mars 2021. Elle est basée à l'aéroport international de Kyiv-Jouliany.

## Histoire
La compagnie aérienne a été créée fin 2019. La compagnie aérienne obtient son certificat de transporteur aérien en mars 2021, après avoir initialement été prévu en janvier 2021. Elle assure des vols charters et à bas prix depuis l'Ukraine vers l'Égypte, la Géorgie et le Kenya avec au départ deux avions d'Ukraine International Airlines. Bees Airline prévoit d'augmenter la taille de sa flotte à six appareils en 2022.
Le 29 avril, la compagnie aérienne a assuré son premier vol régulier lors d'une liaison Kiev-Erevan.
À la suite de l'invasion de l'Ukraine par la Russie en 2022, la compagnie doit cesser ses opérations et restituer sa flotte à son bailleur.

## Flotte
En mars 2021, Bees Airline exploite les avions suivants,: